# Bartlett (Illinois)
Bartlett is een plaats (village) in de Amerikaanse staat Illinois, en valt bestuurlijk gezien onder Cook County, DuPage County en Kane County.

## Demografie
Bij de volkstelling in 2000 werd het aantal inwoners vastgesteld op 36.706.
In 2006 is het aantal inwoners door het United States Census Bureau geschat op 40.344, een stijging van 3638 (9,9%).

## Geografie
Volgens het United States Census Bureau beslaat de plaats een oppervlakte van
38,8 km², waarvan 38,4 km² land en 0,4 km² water.

## Plaatsen in de nabije omgeving
De onderstaande figuur toont nabijgelegen plaatsen in een straal van 12 km rond Bartlett.